# Rolf Altenburger
Rolf Altenburger ist ein deutscher Biologe. Er ist Wissenschaftlicher Geschäftsführer des Helmholtz-Zentrums für Umweltforschung – UFZ.

## Leben
Rolf Altenburger studierte Biologie in Marburg, St Andrews, Freiburg und Bremen. An der Universität Bremen wurde erlangte er 1984 seinen Abschluss als Diplom-Biologe und wurde später Doktorand am Fachbereich Biologie/Chemie. 1991 promovierte Altenburger mit seiner Arbeit „Zur Phytopharmakologie herbizider Aminosäure-Antimetabolite“. Im Jahr 1995 wechselte Altenburger ans UFZ nach Leipzig. Dort übernahm er 2005 die Leitung des Department Bioanalytische Ökotoxikologie und 2017 den Themenbereich Chemikalien in der Umwelt. Bereits seit 2014 lehrte Altenburger in gemeinsamer Berufung mit dem UFZ als Professor am Institut für Umweltforschung der RWTH Aachen. Am 1. Juli 2022 wurde er zum Wissenschaftlichen Geschäftsführer am UFZ ernannt.
Altenburger forscht vor allem zur Wirkung und Risikobeurteilung von Umweltchemikalien und der Vorhersage der Kombinationswirkungen von Chemikalienmischungen. Er entwickelte bio-analytische Messverfahren und alternative Testmethoden. 